# Gnopholeon zapotecus
Gnopholeon zapotecus är en insektsart som beskrevs av Stange 1970. Gnopholeon zapotecus ingår i släktet Gnopholeon och familjen myrlejonsländor. Inga underarter finns listade i Catalogue of Life.